# یحیی صادق وزیری
یحیی صادق وزیری (۱۸ مهر ۱۲۹۰ – ۱۱ بهمن ۱۳۹۱)، قاضی دادگستری پیش از انقلاب اسلامی ایران، آخرین وزیر دادگستری دوره پهلوی وسنی‌مذهب ایران بود.

## زندگی‌نامه و تحصیلات
پدرش میرزا محمودخان از خاندانی بود که نیای بزرگش در زمان صفویه فرستاده و وزیر خاندان اردلان شد. خانواده‌های آصف، آصف‌وزیری، صادق‌وزیری، مشیر‌وزیری، معتمد‌‌وزیری، مسعود‌وزیری، حسام‌وزیری، معین‌وزیری و وزیری در سنندج از این خاندانند.
یحیی صادق وزیری در ۱۸ مهر ۱۲۹۰ در سنندج متولد و در سال ۱۳۰۶ وارد دبیرستان شد. در ۱۳۱۳ در دارالفنون با معلم‌هایی همچون نصرالله فلسفی، جلال همایی و فرامرزی آشنا ‌شد. سپس وارد دانشکده حقوق دانشگاه تهران شد.
از استادان معروف وی در دانشکده حقوق می‌توان به این افراد اشاره کرد: سنگلجی، سیدعلی شایگان، کریم سنجابی، حسن امامی، شیخ محمد بروجردی، تقی نصر، شیخ باقر حائری، محمد مشکاة، متین دفتری و علی حائری.
مهر سال ۱۳۱۶ پس از لیسانس، یک سال پیش از ورود محمدرضا پهلوی، وارد دانشکده افسری ‌شد و به عنوان افسر مالیه، به هنگ ۲۸ پیاده کردستان می‌رود. مهرماه ۱۳۱۸ در تبریز دادیار درجه دوم دادسرا، اواسط آبان ۱۳۲۰ دادیار دادسرای کرمانشاه و سپس دادستان کردستان و اردیبهشت ۱۳۲۵ دادیار تهران و مأمور بازرسی نخست‌وزیری – قوام - ‌شد. به اصرار رزم‌آرا در مسند قضاوت بین قاضی محمد و حکومت وقت ایران می‌نشیند.

## فعالیت‌های اداری
هنگام بازگشت به تهران و ارائه گزارش کار به پیرنیا، به بازپرسی دیوان کیفر کارکنان دولت منصوب شد. به دستور قوام و اللهیار صالح به عنوان دادیار تهران مأمور خدمت دادگستری در نخست‌وزیری یا نماینده مخصوص ‌شد. صادق وزیری در دادسرای دیوان کیفر به بررسی قضاوت دربارهٔ پرونده‌های مختلف رشوه، اختلاس، سوءاستفاده، شکایات و… می‌پردازد. پس از تیر ۱۳۳۱ با تغییر کابینه به عنوان بازپرس به دادسرای تهران منتقل شد. سال ۱۳۳۴ که سپهبد زاهدی از نخست‌وزیری کناره‌گیری کرد و حسین علاء به عنوان نخست‌وزیر مأمور تشکیل کابینه شد به دستور شاه از طرف دادگستری، مأمور رسیدگی به وضع گمرک شد. بعد از طرف اسدالله علم - وزیر کشور - بازرس شهرداری تهران می‌شود و هنگامی که دکتر علی امینی وزیر دادگستری بود؛ به معاونت اول دادستانی منصوب شد.
سال ۱۳۳۵ نخست متصدی امور دادسرا و سپس دادستان دیوان کیفر شد. سال ۱۳۳۸ مجدداً به دستور شاه در تهیه گزارشی به کابینه از جریان پرونده مربوط به شرکت گوشت تهران مأمور دادگستری شد. اوایل سال ۱۳۳۹ - وازرت محمدعلی هدایتی- ابتدا به سمت مستشار دیوان کشور و پس از کابینه اقبال و شریف‌امامی؛ در ایام نخست‌وزیری علی امینی در سال۱۳۴۰ دادستان دادگاه انتظامی قضات می‌شود. اواخر تیر ۱۳۴۱ ایام نخست‌وزیر امیراسدالله علم و وزارت غلامحسین خوشبین در دادگستری، به مدیریت کل بازرسی کل کشور منصوب می‌شود؛ اما صادق وزیری مخالفت می‌کند.
اواخر سال ۱۳۴۱ محمد باهری وزیر دادگستری می‌شود و صادق وزیری را به سمت بازرس قضایی در اداره کل بازرسی کشور منصوب اما او به ابلاغ اعتراض شدید می‌کند. سپس در تشکیل کابینه علی منصور، باقر عاملی وزیر دادگستری بود و صادق وزیری به عنوان نماینده دادگستری در کمیسیون حل اختلاف وزارت دارایی تعیین می‌شود؛ اما وی نمی‌پذیرد (زیرا می‌گفت این شغل شایسته مقام او نیست و با وضعیت شغلی او تناسب ندارد) و به خاطر این اعتراض‌ها سرانجام در ۱۰/۱۸/۱۳۴۴ با ابلاغ وزیر، صادق وزیری منتظر خدمت و ارتباط وی با دادگستری قطع شد؛ و تا سال ۱۳۴۶ خانه‌نشین می‌شود. اول آبان ۱۳۵۱ بازنشسته شد.
از کانون وکلای دادگستری، پروانه وکالت گرفت، اما هیچوقت وکالت کسی را قبول نکرد و به عنوان وکیل در هیچ دادگاهی حاضر نمی‌شود. اول دی۱۳۵۷ شاپور بختیار نخست‌وزیری شد و بنابه آشنایی با برادر صادق وزیری- صارم الدین- از او تقاضای پذیرش وزارت دادگستری را دارد. صادق وزیری بنا به تماس‌های مکرر بختیار و درخواست قضات و دوستانش از جمله احمد صدر حاج‌سیدجوادی، نورالدین الموتی، ناصر یمین مردوخی کردستانی، باقر عاملی، فتح‌الله بنی‌صدر و… رو به رو می‌شود که به درخواست بختیار جواب مثبت می‌دهد و در روز معارفه کابینه به شاه حضور می‌یابد.
پس از رأی اعتماد مجلسین به کابینه و خروج شاه از مملکت، از مقام خود استعفا می‌دهد که در تاریخ سیاسی معاصر استعفای وی را یکی از عوامل مهم سقوط کابینه بختیار می‌دانند.
در دوران انقلاب و جریان‌های نزاع سیاسی کردستان، وی به همراه هیئت صلح اول دولت مرکزی را با مشاوره سایر دوستان مبارزاتی خود از جمله ناصر یمین مردوخی کردستانی یاری می‌دهد و درتدوین شورای قانون اساسی در ۱۳۵۹ هم مدتی فعالیت داشت و بعد به کلی از صحنه اجرایی و سیاسی کنار می‌رود و سکوت پیشه کرد.
در مرداد ۱۳۸۴ به همت جمعی از همشهریان، همکاران و دوستانش در کاخ نیاوران، مجلس بزرگداشت یا مراسم تقدیری به عنوان قاضی پیشکسوت برگزار شد که از جمله صدر حاج‌سیدجوادی، محمدرضا جلالی نائینی و ابراهیم یونسی و همچنین مرتضی رسولی، اسعد اردلان و عرفان قانعی فرد سخنرانی کردند و لوح تقدیری توسط رشیدیان و بهاالدین ادب به صادق وزیری اهدا شد.
تنها گفتگو و خاطرات وی در کتاب آهنگ وفا (گفتمان تاریخی فرهنگی کردها) نوشته عرفان قانعی فرد آمده و در آن کتاب مؤلف اشاره کرده‌است که وی کلیه اموال خود را مصروف مدرسه سازی و خوابگاه دانشجویان در کردستان نمود دربارهٔ این قاضی معروف دادگستری، به دو لقب " آخرین وزیر کُرد اهل سنت " و " آخرین وزیر دادگستری شاه " در تاریخ معاصر ایران اشاره کرده‌است.
وی چهارشنبه صبح ۱۱ بهمن ۱۳۹۱ در بیمارستان دی تهران درگذشت و در بهشت زهرا قطعه ۷۳، ردیف ۱۶۳، شماره ۴۷ به خاک سپرده شد.